# Castelo de Óbidos
Castelo de Óbidos er en velbevaret borg fra middelalderen, der ligger i Freguesia-området Santa Maria, São Pedro e Sobral da Lagoa, i kommunen Óbidos.
Fæstningen blev opført på et sted, hvor en tidligere romersk fæstning lå.
I 2007 blev den valgt som en af Portugals syv underværker.